# Тывончук, Михаил Павлович
Тывончук Михаил Павлович (5 ноября 1875 — 25 марта 1959) — депутат 4-й Государственной думы Российской империи от Волынской губернии. Украинец православного вероисповедания, крестьянин городка Степань Степанской волости Ровенского уезда Волынской губернии.

## Биография
Получил домашнее начальное образование, закончил одноклассное министерское училище. В 1903—1906 годах — сборщик налогов в городке Степань, в 1906—1911 годах — распорядитель Степанского волостного банка и кассир Степанского волостного правления, с 1912 года волостной старшина (годовой оклад 110 рублей). Занимался также домохозяйством. При эвакуации в ходе Первой мировой войны владел имуществом на сумму 3625 рублей, о чём свидетельствует составленное им описание.
Вместе с женой Александрой имели шестерых детей (Григорий, Степан, Елизавета, Максим, Иван, Ольга).
19.10.1912 года в возрасте 37 лет был избран в 4-ю Государственную думу Российской империи от общего состава выборщиков Волынских губернских избирательных собраний. Входил во фракцию правых, после её раскола (ноябрь 1916) — в группу Независимых правых. Член комиссий: земельной, сельскохозяйственной, по замене сервитутов в Варшавском генерал-губернаторстве и в Холмской губернии.
В дни Февральской революции 1917 года находился в Петрограде, 25 марта уехал домой. Организовывал волостные и сельские исполнительные, а также продовольственные комитеты, удерживая, по его словам, «граждан — жителей от всевозможных насилий и своеволие».
Награждён серебряной медалью на Станиславской ленте «За усердие».
Принимал участие в общественной жизни Польши. Во время переписи населения в 1931—1932 годах работал описательным комиссаром округа № 411 Костопольского староства, за что получил награду «ZA OFIARNA PRACE».
После установления советской власти на Западной Украине в колхоз не вступил, занимался хозяйством и учил своих внучек — детей сына Григория, в семье которого доживал свой век. Умер в возрасте 84-х лет.